# Pseudione cognata
Pseudione cognata är en kräftdjursart som beskrevs av Clements Robert Markham1985. Pseudione cognata ingår i släktet Pseudione och familjen Bopyridae.
Artens utbredningsområde är Mexikanska golfen. Inga underarter finns listade i Catalogue of Life.